# 贝尔特朗工程师镇
贝尔特朗工程师镇是巴西巴拉那州的一个市镇。总面积467.257平方公里，总人口14273人，人口密度30.5人/平方公里。